# Deyvid Sacconi
Deyvid Franck Silva Sacconi, znany bardziej jako "Deyvid Sacconi" (ur. 10 kwietnia 1987 r. w Alfenas) – brazylijski piłkarz, występujący na pozycji pomocnika. Gracz Xəzər Lenkoran.
Piłkarz posiada włoski paszport.